# Edoardo Giuseppe Rosaz
Pour les articles homonymes, voir Rosaz.
Edoardo Giuseppe Rosaz (Suse, 15 février 1830 - Suse, 3 mai 1903) est un évêque italien du diocèse de Suse fondateur des franciscaines missionnaires de Suse et reconnu bienheureux par l'Église catholique.

## Biographie
Il naît à Suse d'une famille immigrée de la maurienne (à l'époque dans le royaume de Sardaigne), sa jeunesse est marquée par le suicide de son père, noyé dans le Pô, de la mort dans un hôpital psychiatrique de son frère Carlo Vittorio et de crise d'épilepsie de sa sœur Clotilde.
Souhaitant embrasser la prêtrise, il rejoint le Tiers-Ordre franciscain et entre au séminaire, il termine ses études à Nice pour raisons de santé où il est ordonné en 1854. Mgr Antonio Odone le nomme chanoine de la cathédrale ; malgré l'opposition du clergé diocésain, Rosaz ouvre en 1862 un abri pour les filles abandonnées et, en 1874, fonde la congrégation des franciscaines missionnaires pour leur éducation.
Il reçoit la consécration épiscopale le 24 février 1878 par l'archevêque de Turin, Lorenzo Gastaldi, assisté de l'évêque d'Acqui, Giuseppe Sciandra, et l'évêque d'Albe, Eugenio Galletti. Il favorise l'introduction dans son diocèse des salésiens, des franciscains conventuels et des frères des écoles chrétiennes. En 1897, il crée le journal diocésain Il Rocciamelone (aujourd'hui La Valsusa) et érige une statue dédiée à la Vierge Marie à 3538 mètres sur le Rochemelon.
Sa cause de canonisation est introduite le 26 juillet 1953. Le 22 mars 1986, Jean Paul II le déclare vénérable. Il le béatifie le 14 juillet 1991, lors de sa visite pastorale à Suse.